# Връшник (Винишка Кършла)
Вижте пояснителната страница за други значения на Връшник.
Връшник (на македонска литературна норма: Вршник) е археологически обект, могила от римско време, край винишкото село Винишка Кършла, Северна Македония.
Могилата е разположена на 200 m от селския път и на 800 m от археологическия обект Градище. Могилата е висока 5 m и е с диаметър на основата си 25 m , която е частично повредена.